# Газдик Василь Іванович
Васи́ль Іва́нович Га́здик (* 4 квітня 1927, Вільхівка), гончар, український майстер народної кераміки, заслужений майстер народної творчості УРСР.

## З життєпису
Майстром його був гончар Михайло Галас; працював майстром керамічного цеху Іршавського промислового комбінату.
Його вироби — посуд, вази, інші вироби — декоровані рослинним орнаментом, з вкрапленнями геометричних орнаментів, оздоблені підполивною мальовкою. Створював горщики-«рябуни», «товкани», «канти», корчаги, тарелі, тарілки, набори для напоїв і десертів.
Учасник республіканських, всесоюзних та міжнародних виставок.